# Plan Épervier
Le plan Épervier était le nom donné, en France, à une opération de gendarmerie déclenchée à la suite d'un enlèvement, d'une évasion ou lors de la recherche et l'appréhension d'une personne recherchée. En fonction de l'heure à laquelle il était enclenché, le plan Épervier était appelé « plan Milan » (le jour) et « plan Hibou » (la nuit); à La Réunion l'équivalent du plan épervier était appelé plan Papangue.
Il est désormais appelé plan immédiat d'intervention.

## Déclenchement et fonctionnement
Le plan Épervier est déclenché par le commandant du groupement de gendarmerie du département concerné.
En fonction de l'évènement en question, des effectifs et moyens différents sont employés, allant de patrouilles et barrages aux brigades cynophiles et aux hélicoptères.

## Sources